# Björsäters landskommun, Östergötland
Björsäters landskommun var en tidigare kommun i Östergötlands län.

## Administrativ historik
Den 1 januari 1863, när kommunalförordningarna började tillämpas, skapades över hela riket cirka 2 500 kommuner, varav 89 städer, 8 köpingar och resten landskommuner. Då inrättades i Björsäters socken i Bankekinds härad i Östergötland denna kommun.
År 1952 genomfördes den första av 1900-talets två genomgripande kommunreformer i Sverige. Då bildade Björsäter "storkommun" genom sammanläggning med de tidigare kommunerna Grebo, Värna och Yxnerum. Kommunen upphörde år 1971 för att ingå i Åtvidabergs kommun.
Kommunkoden 1952–59 var 0516.

### Kyrklig tillhörighet
I kyrkligt hänseende tillhörde kommunen Björsäters församling. Den 1 januari 1952 tillkom församlingarna Grebo, Värna och Yxnerum.

## Geografi
Björsäters landskommun omfattade den 1 januari 1952 en areal av 330,65 km², varav 284,71 km² land.

### Tätorter i kommunen 1960
I Björsäters landskommun fanns tätorten Björsäter, som hade 329 invånare den 1 november 1960. Tätortsgraden i kommunen var då 12,5 procent.

## Politik

### Mandatfördelning i valen 1938–1966
| 11 | 1 | 3 | 2 | 3 |

| 20 |

| 11 | 9 |

| 20 |

| 10 | 10 |

| 20 |

| 15 | 9 | 2 | 4 |

| 29 |

| 14 | 8 | 3 | 5 |

| 26 |

| 14 | 9 | 2 | 5 |

| 26 |

| 15 | 9 | 2 | 4 |

| 23 | 7 |

| 13 | 10 |  |  | 5 |

| 26 |